# Triple-play
En l'àmbit de les telecomunicacions s'anomena triple play a l'oferta de les companyies de telèfon i cable que consisteix a oferir un triple servei de veu, dades i vídeo (telefonia, internet d'alta velocitat i televisió) en una mateixa quota a través de les línies DSL.
Avui en dia el triple-play ha permès a les companyies telefòniques fer la competència a les de cable, ja que amb una amplada de banda molt més reduït han aconseguit un servei molt eficient de televisió.
El triple play es basa en el concepte que una solució integrada és més rendible i dona més possibilitats als usuaris.
L'únic que fa falta per a obtenir aquests serveis triple-play és disposar d'una línia de connexió telefònica.
A Espanya Telefónica ofereix el seu pack Trio, en el qual ofereix línia ADSL, trucades gratuïtes, i Imagenio IPTV. En el seu moment Jazztel l'oferia mitjançant Jazztelia TV. Els operadors de cable històric han començat a oferir el triple-play des de 2009-10.
El triple play també s'utilitza per descriure les targetes i el xips que combinen el processament de veu, vídeo i dades.